# Cenaloș
Cenaloș (węg. Biharcsanálos) – wieś w Rumunii, w okręgu Bihor, w gminie Sâniob. W 2011 roku liczyła 262 mieszkańców.